# لیا کرنز
لیا کرنز (انگلیسی: Leah Cairns؛ زادهٔ ۴ ژوئن ۱۹۷۴) هنرپیشه اهل کانادا است. 